# Hazre
Hazre (* 19. September 1970 in Gradačac, SFR Jugoslawien, heute Bosnien und Herzegowina als Hajrudin Udvinčić) ist ein bosnischer Turbofolksänger. Bisher veröffentlichte er zahlreiche Lieder und Alben. 
Sein derzeitiger Wohnsitz ist in Gradačac, seiner Heimatstadt. Er gibt auch außerhalb Bosniens regelmäßig Konzerte und auch Auftritte im bosnischen Fernsehen.

## Diskografie (Auswahl)
- 2006: Tako Ti Je Mala Moja Kad Ljubis Bosanca Svijet Renomea – 1. (DVD, Label Renome)